# Алкіоні (1913)
«Алкіоні» (грец. Αλκυόνη) - міноносець ВМС Греції, який взяв участь у Першій і Другій світових війнах. Належить серії грецьких міноносців побудованих в 1912-1913 роках німецькою верф'ю AG Vulcan Werke, що розташовувалася в Бредові (Джетово), передмісті Штетіна (Щецина), які отримали імена німф і океанід зі давньогрецької міфології. «Алкіоні» отримав ім'я дочки Еола Алкіони. Іншими кораблями серії були «Доріс», «Дафні», «Еглі»,«Аретуса» і «Тетіс». Грецький прапор був піднятий в 1914 році, в Штеттіні.

## Конструкція
Корабель був початково озброєний двома малокаліберними гарматами та трьома 450 мм торпедними апаратами.

## Історія служби
Міноносець був захоплений  французамиу ході операції зі взяття під контроль грецьких кораблів в листопаді 1916 р. Корабель повернули грецькому флоту в 1917 році, після того як Греція вступила у війну на боці Антанти.
До закінчення Першої світової війни, міноносець супроводжував конвої в Егейському морі, а також здійснював протичовнове патрулювання.
У період малоазійського походу грецької армії 1919—1922 років міноносець підтримував армію при висадці та відході.
У 1926 році на кораблі було проведено капітальний ремонт, після якого основним завданням міноносця стало патрулювання проток.
У Італо-грецькій війні 1940-1941 років міноносець взяв участь під командуванням капітана Г. Карвеліса. Після вступу у війну Німеччини, яка прийшла на допомогу італійцям, 23 квітня 1941 року, за 4 дні до вступу німців до Афін міноносець зазнав атаки німецьких літаків у затоці Вуліагмені в Східній Аттиці. Корабель значну кількість пробоїн і втратив хід. Не маючи можливості припинити надходження забортної води і рухатися відповідно до наказу на південь, командир наказав екіпажу потопити корабель.

## Спадкоємець імені
Алкіоні (океанографічний корабель) увійшов до складу ВМС Греції у 1949 році. Виведений зі складу флоту 1961 року.